# Silvo Komar
Silvo Komar, slovenski obveščevalec, * ?.
Leta 2004 je soustanovil politično društvo Forum 21.

## Odlikovanja in nagrade
Leta 2000 je prejel častni znak svobode Republike Slovenije z naslednjo utemeljitvijo: »za zasluge pri obrambi svobode in uveljavljanju suverenosti Republike Slovenije ter za prizadevno delo v častniški organizaciji«.